# Orthosz
Orthosz, Orthrosz (görögül: Ὀρθος, Ὀρθρος) a görög mitológiában Gérüón kétfejű kutyája, Tüphón és Ekhidna szülötte, Kerberosz, Hüdra, Khimaira, Szphinx, a nemeai oroszlán és még sok más szörny testvére. Egyes változatok szerint Orthosz anyjával, Ekhidnával nemzette a Phixet (Szphinx). Néha Orthosznak a két kutyafejen kívül még hét kígyófejet is tulajdonítanak.
Pollux szerint Ibériában, ahol Orthosz neve Gargéttisz (vagy Tartésszisz), templomot emeltek a kutyaszörnynek. Orthosz nevének etimológiai variációi Kerberosz egyszerű jelzőjétől („korai”, „reggel”, „mindig strázsáló”) az Indra-mítoszban szereplő Vritra démonig terjednek. Orthosz pusztulását (a Gérüón marháit elhajtó Héraklész kezétől) számos vázakép megörökítette.